# 花建慧
花建慧（1955年9月—），女，汉族，江苏淮安人，中华人民共和国政治人物。中共中央党校研究生院在职研究生班法学理论专业毕业，中国地质大学研究生院博士生班资源产业经济专业工学博士学历。

## 生平
1972年12月参加工作，1976年5月加入中国共产党。历任中共固镇县委副书记、代县长、县长，五河县委书记，蚌埠市委常委、市委副书记、代市长、市长，中共淮北市委书记、市人大常委会主任等职。2008年7月任安徽省人民政府省长助理。2010年2月，任安徽省人民政府副省长。2013年9月，兼任省食品安全委员会副主任。2016年2月，卸去安徽省人民政府副省长职务。2016年2月，当选安徽省人大常委会副主任。